# Ligne 67 de Media Distancia
 (avril 2021).
La ligne 67 (Séville-Malaga) est une ligne ferroviaire exploitée par les services MD qui traverse la région espagnole d'Andalousie. Il circule sur des voies conventionnelles à écartement ibérique appartenant à Adif. Exploité par la section Media Distancia de Renfe Operadora avec des trains de la série 599, il transporte chaque année quelque 225 000 passagers d'un point à l'autre.
La durée minimale du trajet entre Séville et Malaga est de 2 h 30. Il existe une autre ligne Media Distancia entre Séville et Malaga, mais par une ligne à grande vitesse passant par Cordoue, la ligne 84.
Auparavant, la ligne était une branche de la ligne « A3 », qui a ensuite été divisée en lignes 67 et 68 (Séville-Almeria). Le service a été effectué avec différents types de trains (TRD, 598) jusqu'à l'actuelle série Renfe 599. 